# Graphitoxid

Strukturvorschlag von 1998 mit funktionellen Gruppen. A: Epoxybrücken, B: Hydroxygruppen, C: paarweise randständige Carboxygruppen.

Graphitoxid, früher auch Graphitsäure, ist eine nichtstöchiometrische Verbindung der  chemischen Elemente Kohlenstoff, Sauerstoff und Wasserstoff; sie kann aus Graphit unter Einwirkung starker Oxidantien gewonnen werden. In seiner maximal oxidierten Form bildet Graphitoxid einen gelben Feststoff; das Verhältnis von Kohlenstoff zu Sauerstoff reicht von 2,1:1 bis 2,9:1. Graphitoxid hat eine mit Graphit vergleichbare Schichtenstruktur, wenn auch die Abstände zwischen den Molekülebenen größer und unregelmäßiger sind.
In basischen Lösungen zerfällt Graphitoxid in Flocken mit monomolekularer Schichtdicke, die als Graphenoxid bezeichnet werden (in Anlehnung an Graphen, die einlagige Form des Graphits). Aus Graphenoxid kann ein hochfester papierähnlicher Werkstoff, Graphenoxidpapier, hergestellt werden, der in jüngster Zeit als mögliches Zwischenprodukt der Graphenherstellung interessant geworden ist. Allerdings (Stand 2010) weist auf diesem Weg hergestelltes Graphen noch zahlreiche chemische und strukturelle Unregelmäßigkeiten auf.

## Geschichte und Darstellung
Die erste Darstellung von Graphitoxid gelang 1859 dem britischen Chemiker Benjamin Collins Brodie jr., der Graphit mit einer Mischung aus Kaliumchlorat und rauchender Salpetersäure behandelte. Schneller und ungefährlicher, bei höherer Ausbeute, ist das 1957 von William S. Hummers and Richard E. Offeman beschriebene Verfahren; sie verwendeten eine Mischung aus Schwefelsäure H2SO4, Natriumnitrat NaNO3, und Kaliumpermanganat KMnO4. Diese Methode ist bis heute (Stand 2013) im Einsatz.
In jüngster Zeit wurde eine Mischung aus H2SO4 und KMnO4 benutzt, um Kohlenstoffnanoröhren in Längsrichtung aufzuschneiden, dabei entstehen mikroskopisch kleine, flache Graphenbänder mit einer Breite von wenigen Atomen, die an den Enden eine Kappe aus Sauerstoffatomen (=O) oder Hydroxygruppen tragen (–OH).

## Struktur
Struktur und Eigenschaften des Graphitoxids werden durch die verwendete Synthesemethode und den erzielten Oxidationsgrad bestimmt. Die Schichtstruktur des eingesetzten Graphits bleibt typischerweise erhalten, aber die Lagen sind unregelmäßig hinsichtlich ihrer Planarität und weisen einen bis zu zweimal größerem Abstand (ungefähr 0,7 nm) als Graphit auf. Anders als der historisch etablierte Name Graphitoxid andeutet, handelt es sich im strengen Sinn nicht um ein Oxid. Neben Epoxid- wurden experimentell noch folgende funktionelle Gruppen gefunden: Carbonyl- (=CO), Hydroxy- (-OH), Schwefelsäureester (-OSO3H) sowie Endoperoxide (-O2-).
Die exakte Struktur ist aufgrund des recht variablen Abstands der Lagen sowie der insgesamt geringen Ordnung im Detail noch nicht verstanden. Der Abstand der Graphenoxidlagen beträgt 1,1 ± 0,2 nm. Aufnahmen mit dem Rastertunnelmikroskop lassen Regionen erkennen, in denen Sauerstoffatome in einem rechtwinkligen Muster mit einer Gitterkonstante von 0,27 nm × 0,41 nm angeordnet sind. Die Kanten jeder Lage werden von Carboxygruppen- und Carbonylgruppen begrenzt. Mittels Röntgen-Photoelektronenspektroskopie lässt sich zeigen, dass Kohlenstoffatome auch in Ringen ohne Sauerstoff (284,8 eV) vorhanden sind (vergleiche 286,2 eV für C–O, 287,8 eV für C=O und 289,0 eV für O–C=O).
Graphitoxid nimmt sehr leicht Wasser auf, wodurch der Abstand zwischen den einzelnen Ebenen erheblich zunimmt (bis zu 1,2 nm im gesättigten Zustand). Bei höheren Drücken wird zusätzlich Wasser in den Raum zwischen den einzelnen Lagen eingebaut. Die Graphitoxidmasse speichert Feuchtigkeit aus der Umgebungsluft in Proportion zur Luftfeuchtigkeit. Eine vollständige Trocknung erscheint schwierig, da ein Erhitzen auf 60–80 °C zur teilweisen Zersetzung des Materials führt.
Durch rasches Erhitzen auf 280–300 °C zersetzt sich Graphitoxid (englisch Exfoliation), wobei ein fein verteiltes, amorphes Kohlenstoffpulver, vergleichbar mit Aktivkohle, entsteht.

## Anwendungen

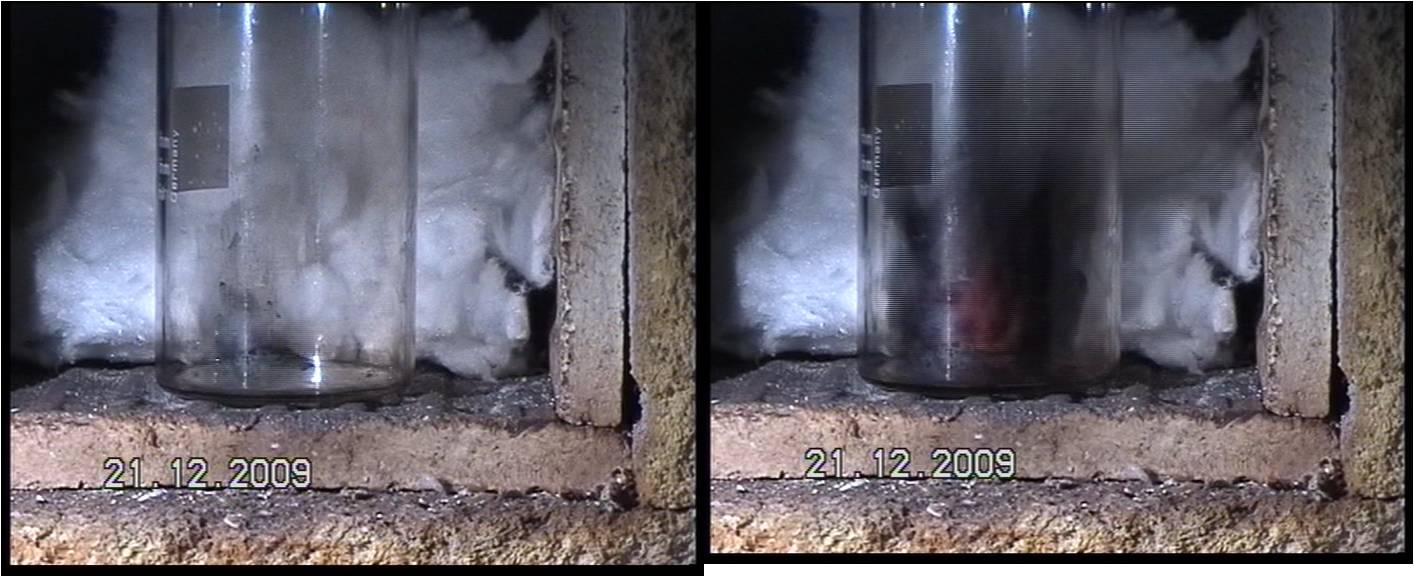
Spaltung (Exfoliation) von Graphitoxid bei hoher Temperatur. Das Probenvolumen erhöht sich dabei auf das Zehnfache und es bildet sich ein Kohlenstoffpulver, das Flocken aus Graphen enthält, deren Schichtdicke nur wenige Moleküllagen beträgt.

### Graphenherstellung
In den 2000er Jahren wurde Graphitoxid als mögliche Vorstufe für die Herstellung von Graphen in großem Maßstab interessant. Graphitoxid ist ein Isolator; mit einer differentiellen elektrischen Leitfähigkeit von 5·10−3 S·cm−1; bei einer Vorspannung von 10 V ist es fast ein Halbleiter.